# Václav Neumann

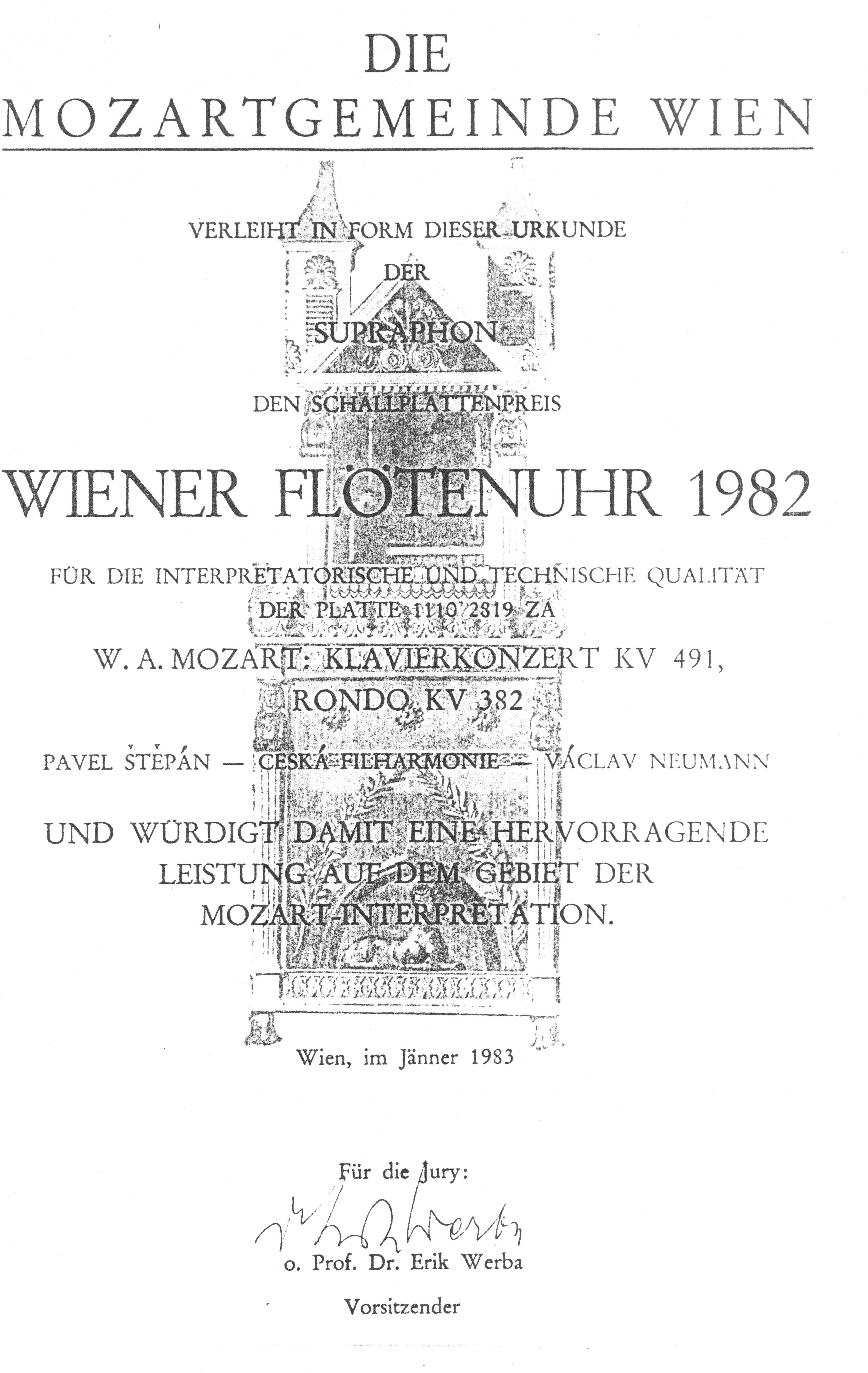
Wiener Flötenuhr 1982

Václav Neumann (20 de setembro de 1920 - 2 de setembro de 1995) foi um maestro, violinista e violetista checo.
Neumann nasceu em Praga, onde estudou no Conservatório de Praga, com Josef Micka (violino) e com Pavel Dedecek e Metod Dolezil (condução). Ele foi o co-fundador e primeiro violinista do Quarteto Smetana, posteriormente tomando o cardo de condutor em Karlovy e Brno. Em 1956 ele tornou-se maestro da Ópera Komische em Berlim, deixando o posto em 1964 para tornar-se maestro da Orquestra Gewandhaus de Leipzig. Ele ficou em Leipzig até 1968, quando ele tornou-se maestro principal da Filarmônica Checa, posto que ocupou até 1990. Neumann lecionou condução na Academia de Música de Praga, onde teve alunos ilustres, como Oliver von Dohnányi e Vitezslav Podrazil.